# Mattogrossus andinense
Mattogrossus andinense är en insektsart som beskrevs av Freytag 1986. Mattogrossus andinense ingår i släktet Mattogrossus och familjen dvärgstritar. Inga underarter finns listade i Catalogue of Life.